# Liste der Baudenkmale in Höhenland
In der Liste der Baudenkmale in Höhenland sind alle Baudenkmale der brandenburgischen Gemeinde Höhenland aufgelistet. Grundlage ist die Veröffentlichung der Landesdenkmalliste mit dem Stand vom 31. Dezember 2021.

## Baudenkmale in den Ortsteilen
In den Spalten befinden sich folgende Informationen:
- ID-Nr.: Die Nummer wird vom Brandenburgischen Landesamt für Denkmalpflege vergeben. Ein Link hinter der Nummer führt zum Eintrag über das Denkmal in der Denkmaldatenbank. In dieser Spalte kann sich zusätzlich das Wort Wikidata befinden, der entsprechende Link führt zu Angaben zu diesem Denkmal bei Wikidata.
- Lage: die Adresse des Denkmales und die geographischen Koordinaten. Link zu einem Kartenansichtstool, um Koordinaten zu setzen. In der Kartenansicht sind Denkmale ohne Koordinaten mit einem roten beziehungsweise orangen Marker dargestellt und können in der Karte gesetzt werden. Denkmale ohne Bild sind mit einem blauen bzw. roten Marker gekennzeichnet, Denkmale mit Bild mit einem grünen beziehungsweise orangen Marker.
- Bezeichnung: Bezeichnung in den offiziellen Listen des Brandenburgischen Landesamtes für Denkmalpflege. Ein Link hinter der Bezeichnung führt zum Wikipedia-Artikel über das Denkmal.
- Beschreibung: die Beschreibung des Denkmales
- Bild: ein Bild des Denkmales und gegebenenfalls einen Link zu weiteren Fotos des Baudenkmals im Medienarchiv Wikimedia Commons

### Leuenberg
| ID-Nr.                           | Lage                                | Bezeichnung                                                                         | Beschreibung | Bild                                         |
| -------------------------------- | ----------------------------------- | ----------------------------------------------------------------------------------- | --- | -------------------------------------------- |
| 09180511                         | (Lage)                              | Denkmal für Carl Lissack, Jäger und Förster.                                        | Lissack wurde lt. Inschrift am 5. September 1864 von Wilddieben (vermutlich von einem der beiden) erschossen als er zwei Wilderer an diesem Ort überraschte. Carl Lissack stand in Diensten von Freiherr von Eckhardtstein, der das Denkmal nach seinem Tod für ihn erreichten ließ. | Denkmal für Carl Lissack, Jäger und Förster. |
| 09180509 Wikidata                | Berliner Straße, Teichstraße (Lage) | Dorfkirche und Kirchhofsmauer sowie Grabkreuz, Leichenwagenhalle und Kriegerdenkmal | Die evangelische Kirche ist eine Saalkirche und stammt aus dem 13. Jahrhundert. Der Turmaufsatz wurde 1727 erbaut. | weitere Bilder                               |
| 09182156 Teilobjekt zu: 09180509 | Berliner Straße, Teichstraße ()     | Grabkreuz                                                                           | Bewidmet Lutter, Michael; 1880/1881 | ein Bild hochladen                           |
| 09180510                         | Berliner Straße 4 (Lage)            | Wohnhaus                                                                            | | Wohnhaus                                     |

### Steinbeck
| ID-Nr.            | Lage                 | Bezeichnung | Beschreibung | Bild           |
| ----------------- | -------------------- | ----------- | --- | -------------- |
| 09180690 Wikidata | Dorfstraße 27 (Lage) | Dorfkirche  | Die Kirche wurde 1899 erbaut. und 1999 renoviert. Es ist ein neuromanischer Feldsteinsaal mit einem eingezogenen Chor. | weitere Bilder |

### Wollenberg
| ID-Nr.            | Lage               | Bezeichnung | Beschreibung | Bild           |
| ----------------- | ------------------ | --- | --- | -------------- |
| 09180882          | Steinkrug 4 (Lage) | Troposphärenfunkstation bestehend aus Senderbunker, Stabsgebäude, verbunkerter Garage und Werkstattgebäude mit mobiler Funkstation, Sozialtrakt, Wachhaus sowie weiteren Nebengebäuden | Die Troposphärenfunkstation im Bunker Wollenberg war Teil eines Nachrichtensystems des Warschauer Paktes. Erbaut wurde der Bunker in den 1980er Jahren. | weitere Bilder |
| 09180714 Wikidata | Dorfstraße (Lage)  | Dorfkirche | Die evangelische Kirche stammt aus der Mitte des 13. Jahrhunderts. Der Turm wurde um das Jahr 1790 hinzugefügt. Im Inneren befindet sich ein Hochaltar aus der Zeit Anfang des 17. Jahrhunderts und zwei Patronatslogen aus der ersten Hälfte des 17. Jahrhunderts. | weitere Bilder |

### Wölsickendorf
| ID-Nr.            | Lage                                                | Bezeichnung | Beschreibung                                                       | Bild           |
| ----------------- | --------------------------------------------------- | --- | ------------------------------------------------------------------ | -------------- |
| 09180712 Wikidata | Hauptstraße / Dannenbergstraße (Lage)               | Dorfkirche | Die evangelische Kirche stammt aus der Mitte des 13. Jahrhunderts. | weitere Bilder |
| 09181204          | Hauptstraße 16, Wirtschaftshof 1, 2, 3, 7, 8 (Lage) | Gutsanlage mit Herrenhaus, Resten des Parks und Einfriedungsmauer sowie Gutshof mit Wohn- und Wirtschaftsgebäuden einschließlich Brennerei, Hofpflaster und Gleisfragmenten der Feldbahn |                                                                    | weitere Bilder |

## Ehemalige Baudenkmale
| ID-Nr.   | Lage                            | Bezeichnung                    | Beschreibung | Bild |
| -------- | ------------------------------- | ------------------------------ | ------------ | --- |
| 09180713 | Wölsickendorf Am Teich 3 (Lage) | Feldbackofen mit alten Geräten |              | [[Vorlage:Bilderwunsch/code!/C:52.739291,13.933011!/D:Wölsickendorf Am Teich 3, Feldbackofen mit alten Geräten!/\|BW]] |